# Gilly (Belgium)
Gilly település a belgiumi Hainaut tartományban található Charleroi város része. A települést, amelynek területe 7,3 km² és lakossága kb. 20000 fő, 1977-ben vonták össze a közeli nagyvárossal.